# U2
U2 (транскр.  Ју ту) је ирска рок група. Бенд чине: Боно (Пол Хјусон), као вокал, усна хармоника и повремено гитара, Ди Еџ (Дејвид Еванс) гитара и клавијатуре, повремено вокал и бас, Адам Клејтон (Adam Clayton) као басиста и Лари Мален бубњар.
Група U2 је до данас продала више од 120 милиона студијских албума и више од 50 милиона компилација и снимака живих наступа, шест пута је имала неки од албума на првом месту америчких топ-листа а девет пута у Британији. Освојили су 22 Греми награде, највише након Стивија Вондера.
Група је политички активна, посебно у сфери људских права. Активисти су пројекта Make Poverty History, а Боно је активиста и организације „DATA” (Debt, AIDS, Trade in Africa — Државни дуг, сида и трговина у Африци)

## Биографија

### Формирање и пробој групе
Група је формирана у Даблину у суботу 25. септембра 1976. Четрнаестогодишњи Лари Мален Јуниор објавио је на средњошколској огласној табли да тражи музичаре за свој бенд. Убрзо су имали прву пробу у Ларијевој кухињи.
Групу, тада познату као „Бенд Ларија Малена”, чинили су Мален на бубњевима, Адам Клејтон на бас-гитари, Пол Хјусон (Боно) као вокал, Дејв Еванс (Ди Еџ) на гитари, његов брат Дик Еванс и Маленови другови Ајван Макормик и Питер Мартин на гитарама. Након неколико седмица су и Мартин и Макормик избачени из групе јер су били сувише млади да би свирали на уговореним наступима по баровима. Касније су име промијенили у Feedback. Иако су познати као ирски бенд, два члана, Еџ и Адам Клејтон су Британци по рођењу.
Хјусон је добио надимак „Боно Вокс” по називу рекламне кампање компаније која је продавала слушне апарате (vox bona на латинском значи „добар глас”). Наиме, један његов друг је рекао да он пјева толико гласно да наглувим неће требати слушни апарати. The Edge (en:- ивица или оштрица) је добио надимак од Боноа који је сматрао да је овај увијек „на ивици” због ситуације у свијету. Боно је такође мислио да је „оштрица” најбољи опис Еџовог облика главе.
Након 18 мјесеци проба промијенили су име бенда из Feedback у The Hype. Када су 1978. наступали на једном фестивалу примијетио их је један од судија — Џеки Хајден (Jackie Hayden) који је био продуцент „CBS Records”-а. Освојили су прву награду и 500 фунти, а Хајден им је дао на располагање студио како би снимили свој први демо.
Дик Еванс (Еџов брат) најавио је одлазак из групе марта 1978. након чега су одржали опроштајну свирку. У мају је Пол Макгинис постао њихов менаџер.
Нису били задовољни именом „The Hype”. Неко је рекао: „Како вам звучи У2? То је име подморнице и шпијунског авиона а и двозначно је (U2 — you too — и ти; и ја тебе)”. То се поклапа и са њиховом филозофијом да и публика учествује у стварању музике и да сте „и ви” (U2) дио музике.
Четворочлана група, већ позната у локалним оквирима, објавила је први сингл „U2-3” у септембру 1979. Пјесма је стигла на врх ирских топ-листа. У децембру те године група је отпутовао у Лондон на први наступ ван Ирске који, међутим, није успио да привуче пажњу енглеске публике и критике.

### и(1980—1981)
У марту 1980. потписали су уговор са Island Records-ом (Ајланд рекордс). У октобру су објавили први албум Boy. Група је по први пут свирала ван Ирске и Велике Британије током турнеје која је услиједила по објављивању албума Boy.
October, њихов други албум, објављен је 1981. године. За овај албум су карактеристични религиозни текстови. Боно, Еџ и Лари су предани хришћани и то се види кроз њихове текстове. Њих тројица су приступили религијској групи из Даблина званој Шалом (Shalom — на хебрејском „мир”). Ово их је навело да преиспитају однос између хришћанске вјере и рокенрол живота. Размишљали су и да напусте музику. Међутим, убрзо су почели рад на другом албуму. Њихов други албум је уједно и једини албум који нема ни једну пјесму на њиховим The Best Of компилацијама.

### (1983)
Године 1983. издају трећи албум пос насловом „War”.
Пјесма Sunday Bloody Sunday говори о рату у Сјеверној Ирској. Пјесма почиње изражавањем бијеса због „Крваве недеље” (енгл. Bloody Sunday). Овај инцидент се догодио током демонстрација 1972. када су специјалне јединице британске полиције отвориле ватру на демонстранте и убиле 14, а раниле 13 лица. Присутни демонстранти и новинари тврде да су жртве биле ненаоружане.
Када су неки текст ове пјесме протумачили као позив Ирској републиканској армији (IRA) на борбу против британске власти, Боно је одговорио ријечима које су забиљежене на концертном албуму Under a Blood Red Sky This song is not a rebel song. This song is Sunday Bloody Sunday (Ово није побуњеничка пјесма. Ово је „проклета (крвава) недеља”).
Извођење ове исте пјесме 9. новембра 1987. забиљежено је на „U2 — Rattle and Hum” (комбинованом концертно-студијском албуму), десило се један дан након бомбашког напада ИРА-е у „County Fermanagh” (Сјеверна Ирска) када је погинуло 11 особа. Током извођења ове пјесме Боно је викнуо: Fuck the 'revolution („Јебала вас револуција”). Боно је овим јасно показао да се супротставља ирским екстремистима и уопште насиљу и онима који га подржавају.
Њихова пјесма „New Year's Day” била је њихов први међународни хит и прославила је групу и ван простора Ирске и Британије. Овоме је доста допринело што је „MTV” често пуштао спот са овом пјесмом и тиме је представио широј публици. Током „War Tour” турнеје U2 је по први пут имао распродате концерте по Европи и САД.
Током ове турнеје су снимили диск са концертним наступима под називом Under a Blood Red Sky

### и(1984—1986)
Још 1983. почели су да раде на четвртом албуму који су продуцирали (аранжирали) Брајан Ино и Данијел Леноис. The Unforgettable Fire је име серијала умјетничких слика које су сликали преживјели након нуклеарних експлозија у Хирошими и Нагасакију. Албум је објављен 1984. године.
Бонови текстови су постали њежнији и поетичнији, Еџ је све више тежио ефектима у свирци, а ритам секција је опуштенија и звучи више „фанки”. Текстови су ипак, иако мање контроверзни, задржали изражен политички набој.
Најпопуларнија пјесма са овог албума, „Pride (In the Name of Love)”, је пјесма о борцу за људска права Мартину Лутеру Кингу. Једна од најпопуларнијих пјесама групе тражи се извор, као и највеће изненађење овог албума, је шестоминутна пјесма Bad. Пјесма говори о зависности од хероина. Овај проблем је био посебно изражен у Даблину средином 80-их.
Током турнеја на којој је промовисан нови албум, група је по први пут свирала серију великих концерата у затвореном простору. Група је наступила и на Live Aid концерту за помоћ Етиопији након велики епидемије куге у јулу 1985. Овај наступ је гледало више од милијарду људи широм планете. Није се очекивало да ће наступ U2 привући највише пажње, а главни догађај цијелог концерта је био 13-то минутно извођење пјесме Bad током којег је Боно сишао са бине и плесао са публиком.
Међутим, оволико трајање пјесме није било предвиђено будући да је група планирала да наступ заврши пјесмом Pride. Бонов испад разљутио је остале чланове групе који су затражили од Бона да напусти групу. Лари Мален је касније рекао да су њих тројица чак размишљали да напусте бину док је Боно био у публици. Боно је одлучио да узме одмор од неколико седмица током којег ће размислити о томе. Медији и критичари су овај наступ прогласили најбољим на Live Aid-у, а Боно је остао у групи.
Музички часопис „Rolling Stone” је 1985. рекао да је „за нову генерацију љубитеља рок музике U2 најважнија група, а можда и једина важна”.

### (1987)
Деветог марта 1987. године излази пети албум групе. „The Joshua Tree” се продао у 15 милиона примјерака широм свијета. На овом албуму се налази и пјесма „With Or Without You” која је један од њиховим највећих успјеха и многи је сматрају најљепшом пјесмом свих времена  На албуму су и „Bullet The Blue Sky”, „Where The Streets Have No Name” и „I Still Haven't Found What I'm Looking For”. Исте године почиње и турнеја у којој ће одржати чак 110 концерата широм свијета.

### Achtung Baby(1991)
По многима најбољи U2 album Achtung Baby изашао је 19. новембра 1991. године. Продуценти су: Daniel Lanois и Brian Eno (The Joshua Tree & The Unforgettable Fire). Довољно је поменути :Until the End of the World, Acrobat, One, Love Is Blindness,The Fly, Zoo Station....и да буде јасно о каквом је ремек делу реч. Албум је постигао милионске тираже уз више него успешне синглове и распродату Zoo TV Турнеју, и све ово је доказало да је Achtung Baby један од највећих, најсмелијих и најзначајнијих албума свих времена у историји музике.

## Дискографија

### Студијски албуми
1. Boy (1980)
2. October (1981)
3. War (1983)
4. The Unforgettable Fire (1984)
5. The Joshua Tree (1987)
6. Rattle and Hum (1988)
7. Achtung Baby (1991)
8. Zooropa (1993)
9. Pop (1997)
10. All That You Can't Leave Behind (2000)
11. How to Dismantle an Atomic Bomb (2004)
12. No Line on the Horizon (2009)
13. Songs of Innocence (2014)
14. Songs of Experience (2017)
15. Songs of Surrender (2023)

### Уживо
1. 1983 —
2. 1988 — Rattle and Hum (комбинација студијског и концертног албума)
3. 2000 — Hasta La Vista Baby! (снимљено на наступу у Мексико Ситију током „Попмарт” турнеје. Доступно једино члановима клуба обожавалаца „Пропаганда”)
4. 2003 —
5. 2003 —
6. 2004 —
7. 2005 — U2.Communication (снимљено на наступима у Чикагу и Милану током „Вертиго” турнеје. Доступно једино члановима  интернет клуба)
8. 2006 —
9. 2007 —

### Компилације
1. 1998 —
2. 2002 —
3. 2006 —
4. 2008 —
5. 2009 —
6. 2010 —
7. 2011 —

### Остали пројекти
1. 1979 —
2. 1985 —
3. 1993 — Melon (специјално издање само за клуб обожавалаца „Пропаганда”. Садржи обраде пјесама са албума „Achtung Baby” и „Zooropa”.)
4. 1995 — Original Soundtracks No. 1 (са Брајаном Ином, под називом групе The Passengers).
5. 2000 —
6. 2002 — 7 (EP) — објављено једино у САД
7. 2004 — The Complete U2 (доступно за преузимање са iTunes Music Store. Садржи све студијске и концертне албуме, синглове као и раније необјављен материјал).

## Кампање
Група U2 је познати и по хуманитарном дјеловању. Боно је посебно активан у кампањама за помоћ неразвијеним земљама Африке. Неке кампање за поштовање људских права у којима су учествовали: